# David Frost
David Paradine Frost (ur. 7 kwietnia 1939 w Tenterden, zm. 31 sierpnia 2013) – angielski dziennikarz, pisarz, aktor, gospodarz wielu programów telewizyjnych.

## Życiorys
Jego kariera w Wielkiej Brytanii rozpoczęła się od roku 1962, gdy wkrótce po ukończeniu studiów w Gonville and Caius College na Uniwersytecie Cambridge  został wybrany na gospodarza programu satyrycznego „That Was a Week That Was”. Po sukcesie na wyspach, dostał propozycję prowadzenia tego programu również w USA.
Do miana legendy urosły jego najsłynniejsze wywiady z byłym prezydentem Stanów Zjednoczonych Richardem Nixonem, przeprowadzone w trzy lata po ustąpieniu Nixona z urzędu w wyniku upublicznienia kulis afery Watergate. Na ich podstawie napisano scenariusze do wielu sztuk teatralnych oraz filmów, m.in. sztuki Frost/Nixon autorstwa Petera Morgana i jego filmowej adaptacji pod tym samym tytułem z 2008 w reżyserii Rona Howarda, gdzie główne role zagrali Michael Sheen oraz Frank Langella.
W latach 1993–2005 był gospodarzem „Breakfest with Frost” dla stacji BBC. Od 2006 do 2012 roku prowadził w angielskojęzycznej telewizji Al-Dżazira program „Frost Over the World”, a od 2012 „The Frost Interview”.
Frost zmarł 31 sierpnia 2013 roku, na zawał serca, podczas rejsu na statku wycieczkowym „Queen Elizabeth”, gdzie miał wygłosić przemówienie. Miał 74 lata.